# Königsbach-Stein
Königsbach-Stein település Németországban, azon belül Baden-Württembergben. Lakosainak száma 10 258 fő (2023. december 31.).

## Népesség
A település népessége az elmúlt években az alábbi módon változott:
| Lakosok száma | 7892 | 10 010 | 10 051 | 10 179 | 10 235 | 10 258 |
|               | 1975 | 2017   | 2019   | 2021   | 2022   | 2023   |